# Heinrich Vogeler
Heinrich Vogeler (né le 12 décembre 1872 à Brême - mort le 14 juin 1942 près de Karaganda au Kazakhstan soviétique, dans l'actuel raïon de Boukhar-Jyraou) est un peintre et graveur allemand.
Vogeler grandit à Brême. Après des études à l'Académie des beaux-arts de Düsseldorf, il s'est associé aux artistes Hans am Ende, Otto Modersohn et Fritz Mackensen pour installer une « colonie artistique » dans la ville de Worpswede, en 1895.
On se souvient principalement de ses œuvres relevant de l'Art nouveau. Sa résidence de Barkenhoff, à Worpswede, fut le point de ralliement de toute une génération d'artistes, allant de Rainer Maria Rilke à Gerhart Hauptmann. Utopiste et socialiste, il émigra en URSS en 1931.

## Biographie
Heinrich Vogeler naît à Brême, deuxième des sept enfants de Carl Eduard Vogeler - quincailler important et prospère - et de son épouse, née Marie Louise Förster. Il reçoit une éducation bourgeoise, mais sa jeunesse est assombrie par la mort de l'aîné et du troisième enfant de la famille. Il est donc destiné à succéder à son père, mais ses études sont médiocres. Il parvient tout de même à décider son père de lui permettre de poursuivre ses études à l'académie des beaux-arts de Düsseldorf. Son père meurt en 1894 et l'affaire familiale est vendue. Heinrich Vogeler peut mener une vie d'artiste avec son héritage et après avoir terminé ses études en 1895, il voyage en Hollande, à Bruges, à Gênes, jusqu'à Rapallo, puis retourne par Paris. Il réunit ses amis peintres dans une colonie d'artistes à Worpswede. Ce sont Fritz Mackensen, Hans am Ende, Otto Modersohn, Fritz Overbeck et Carl Vinnen qui y viennent le plus fréquemment. Hans am Ende l'initie à la technique de la gravure, et Vogeler produit des eaux-fortes. Ils font ensemble une exposition de groupe au Palais des glaces de Munich en 1895 et en 1896, ce qui leur donne une certaine notoriété.

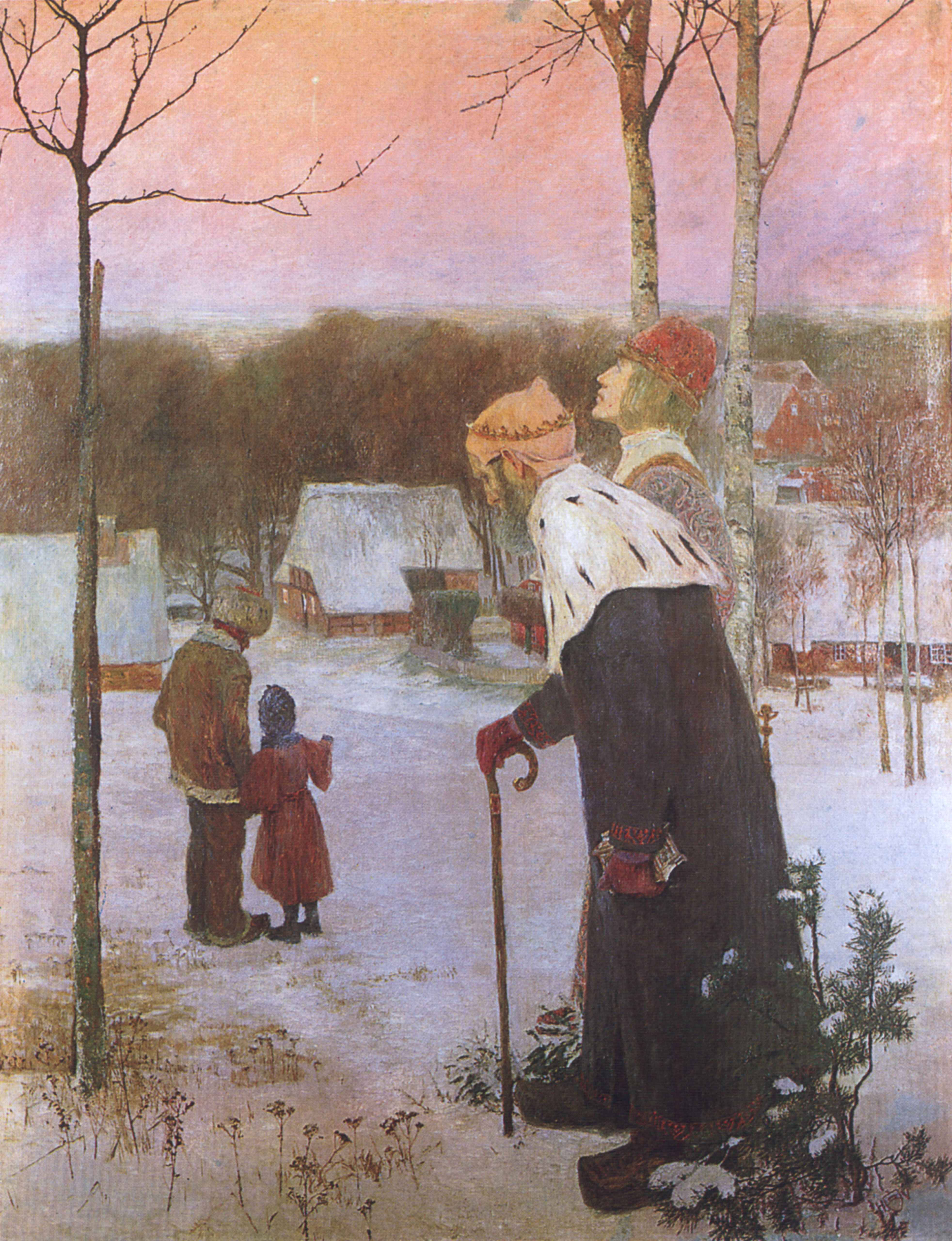
Vogeler, Conte d'hiver (Les Rois mages), huile sur toile, 180 x 140 cm, musée Große Kunstschau de Worpswede.

Au début, Vogeler trouve son inspiration dans la peinture des préraphaélites. Il admire Dante Gabriel Rossetti et Edward Burne-Jones. Contre l'esprit académique de leur époque qui est en vogue, les jeunes artistes s'enthousiasment pour la peinture italienne du XVe siècle et plus tard trouvent un développement dans l'Art nouveau, style qui convient particulièrement à leurs thèmes bibliques, mythologiques ou féériques. Comme les préraphaélites, Vogeler adapte ces thématiques qu'il traite dans les paysages de son pays. Ainsi son tableau de 1897 Contes d'hiver montre les Rois mages dans des vêtements royaux, mais avec l'apparence de paysans des environs, marchant en sabots dans un paysage enneigé de Worpswede en direction d'une étable au loin. Comme s'il s'agissait de paysans déguisés en rois mages ou de rois mages dénués de tout merveilleux et transposés à son époque, Vogeler a voulu montrer le quotidien dans la spiritualité. Après tout, les récits du Nouveau Testament ne doivent-ils pas être transposés dans la vie de tous les jours dont les faits trouvent des exemples dans le récit biblique ? Le style préraphaélite de Vogeler est aussi manifeste dans son tableau Le Printemps (1897) qui représente une jeune femme (Martha Vogeler) en attitude d'attente, près de bouleaux malingres, à l'écoute d'un rouge-gorge.
- Le Printemps (1897), huile sur toile, 175 x 150 cm, Worpswede, Haus im Schluh [3]

### Vie à Worpswede

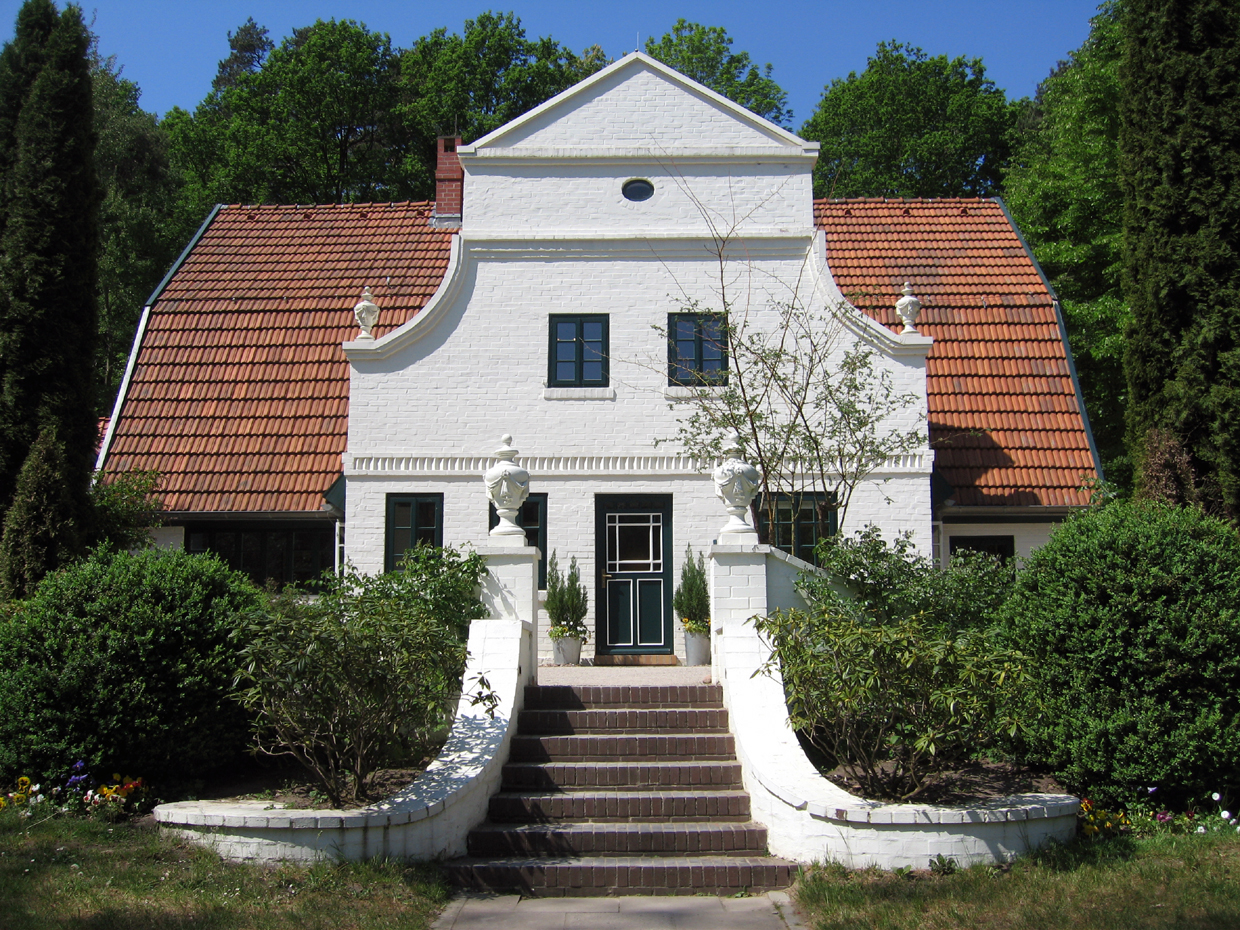
Barkenhoff, aujourd'hui musée Heinrich-Vogeler.

Vogeler achète une ferme à Worpswede en 1895 qu'il nomme Barkenhoff (en bas-allemand, la ferme des bouleaux). Il l'aménage dans le style Jugendstil, Art nouveau en allemand, et dessine lui-même le mobilier, les tentures, les tapis, etc. Il plante des bouleaux tout autour de la ferme. Il épouse en 1901 Martha Schröder (1879-1960), originaire de Worpswede. Autour de Vogeler, se réunissent régulièrement des artistes, tels que le poète Rainer Maria Rilke et son épouse, la sculptrice Clara Westhoff, Otto Modersohn, Paula Modersohn-Becker et sa sœur Milly, le frère d'Heinrich, Franz et son épouse Philine. Les trois ménages Rilke, Vogeler et Modersohn se sont mariés la même année. Viennent aussi Richard Dehmel, Gerhart Hauptmann, Carl Hauptmann, Thomas Mann, le fondateur de la maison d'éditions Insel-Verlag, Rudolf Alexander Schröder, ou bien encore Max Reinhardt.
On y danse, on y récite des vers ; les invités parlent d'art et font de la musique, chacun compare son œuvre. Un tableau de 1905, Le Concert, montre ses amis faisant de la musique sur la terrasse de Barkenhoff. Martha Vogeler est au milieu sur le perron, un barzoï couché à ses pieds (cadeau de Heymel). Vogeler s'est représenté à demi caché à droite jouant du violoncelle, son frère Franz joue du violon, le flûtiste au fond est son jeune beau-frère Martin. Du côté gauche, on remarque Paula Modersohn-Becker, avec Agnes Wulff et Clara Westhoff. Le personnage à la barbe rousse au fond est Otto Modersohn. Ce tableau est exposé à l'exposition d'art de l'Allemagne du Nord qui se tient à Oldenbourg. Il y reçoit une grande médaille pour l'art et la science. Ce tableau est le couronnement de sa première période créatrice.

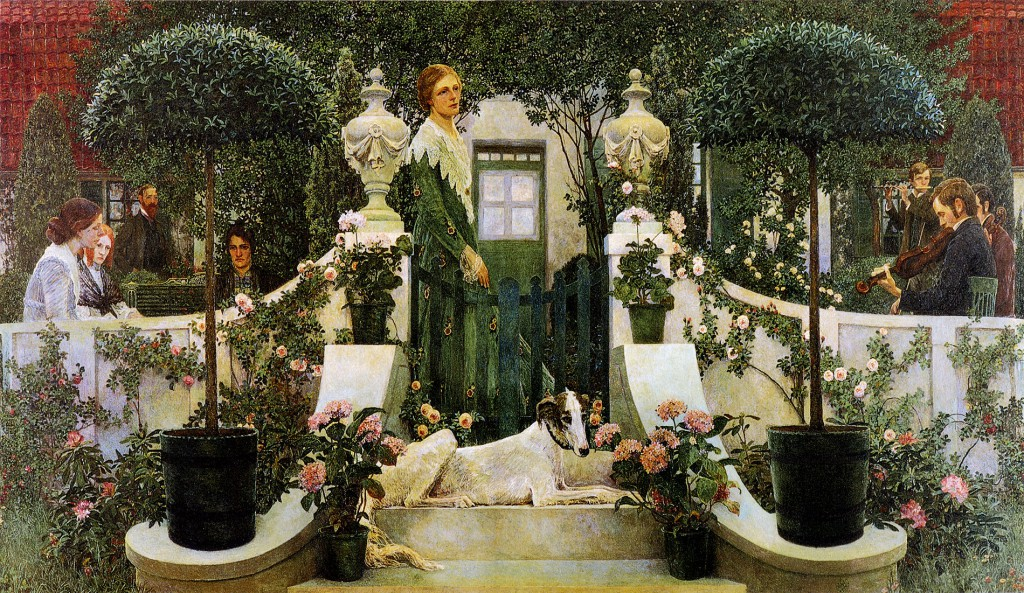
Le Concert, ou Soir d'été (1905)
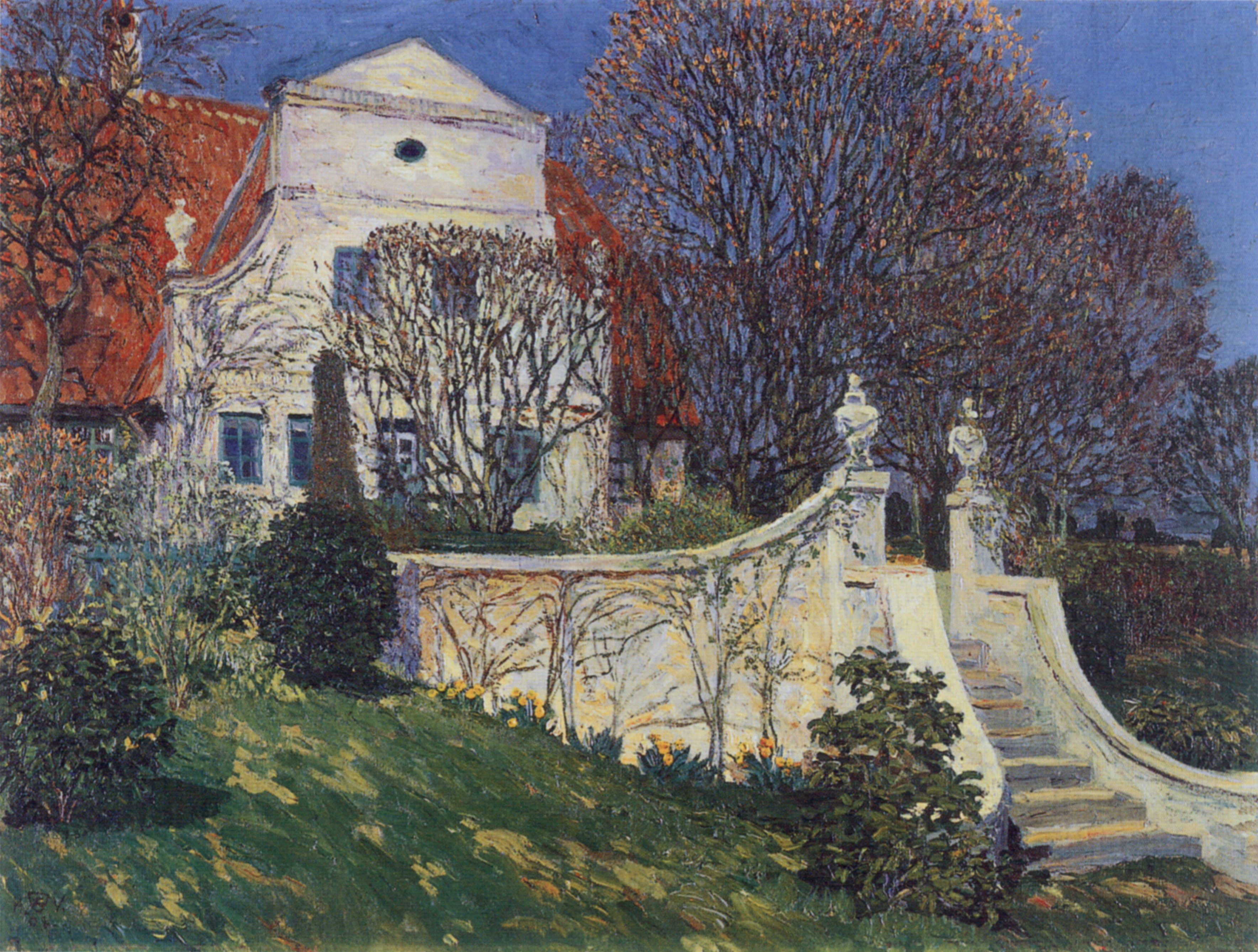
Barkenhoff (1904), huile sur toile, 45,5 x 60,5 cm, collection privée
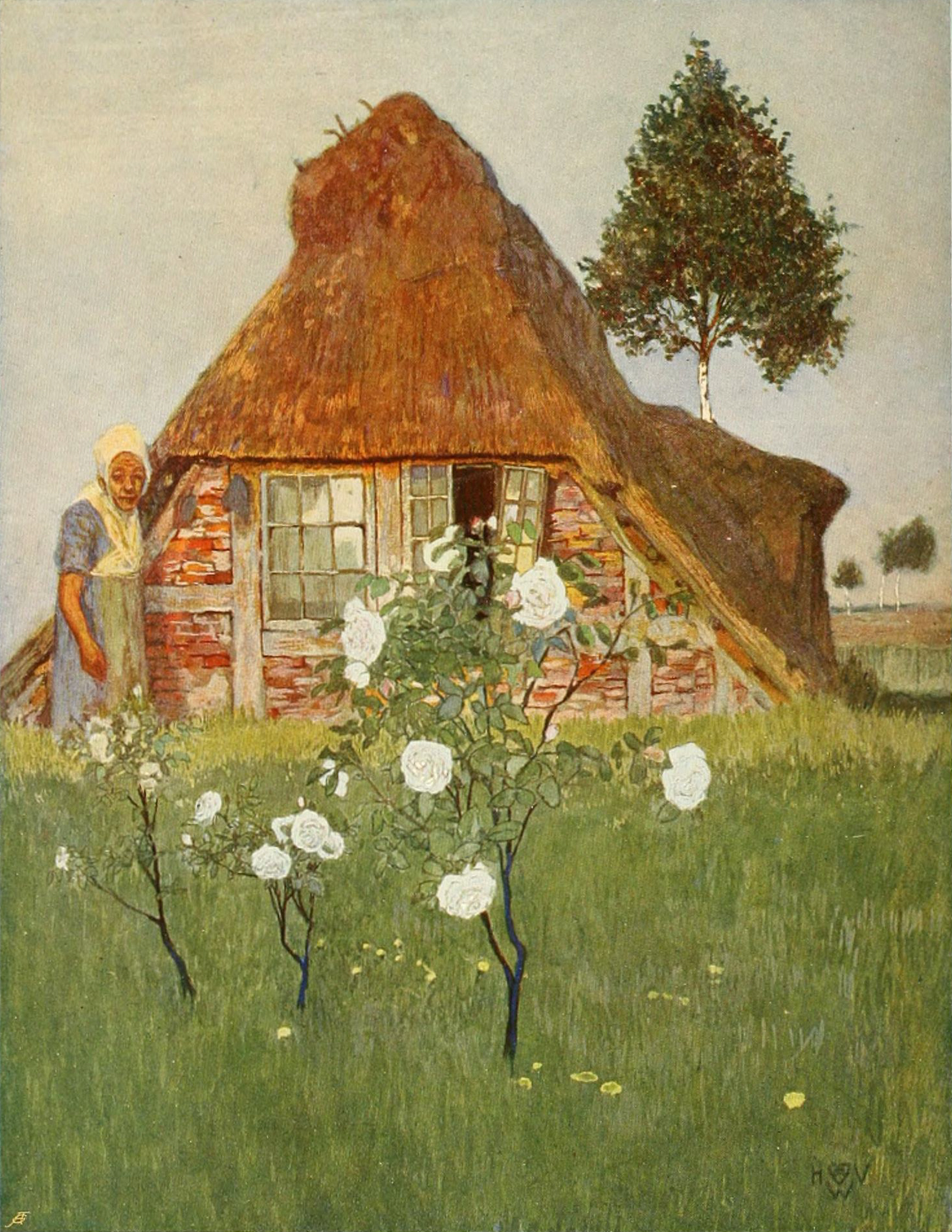
Soleil de fin d'après-midi dans la lande (vers 1903)

En 1904-1905, le sénat de Brême lui commande le mobilier et la décoration de salles à l'étage supérieur de l'hôtel de ville. C'est en 1906 que commence son engagement du côté du socialisme.

### Engagement
Vogeler effectue un voyage en 1906 qui le mène à Ceylan et il est choqué par l'attitude du colonisateur britannique. En 1907, il prend connaissance de l'engagement d'une ouvrière de Łódź, puis il se met à lire l'œuvre de Maxime Gorki. Il agrandit Barkenhoff, dessine les plans de la gare de Worpswede et adhère au Deutscher Werkbund, puis un an plus tard, il ouvre avec son frère Franz un atelier de menuiserie, pour des meubles en séries, mais qui doit fermer plus tard pour des raisons financières. Il fait un voyage en Angleterre et dessine plusieurs projets d'architecture intérieure. En 1910, son ménage est en crise, car sa femme ne partage pas ses opinions politiques.

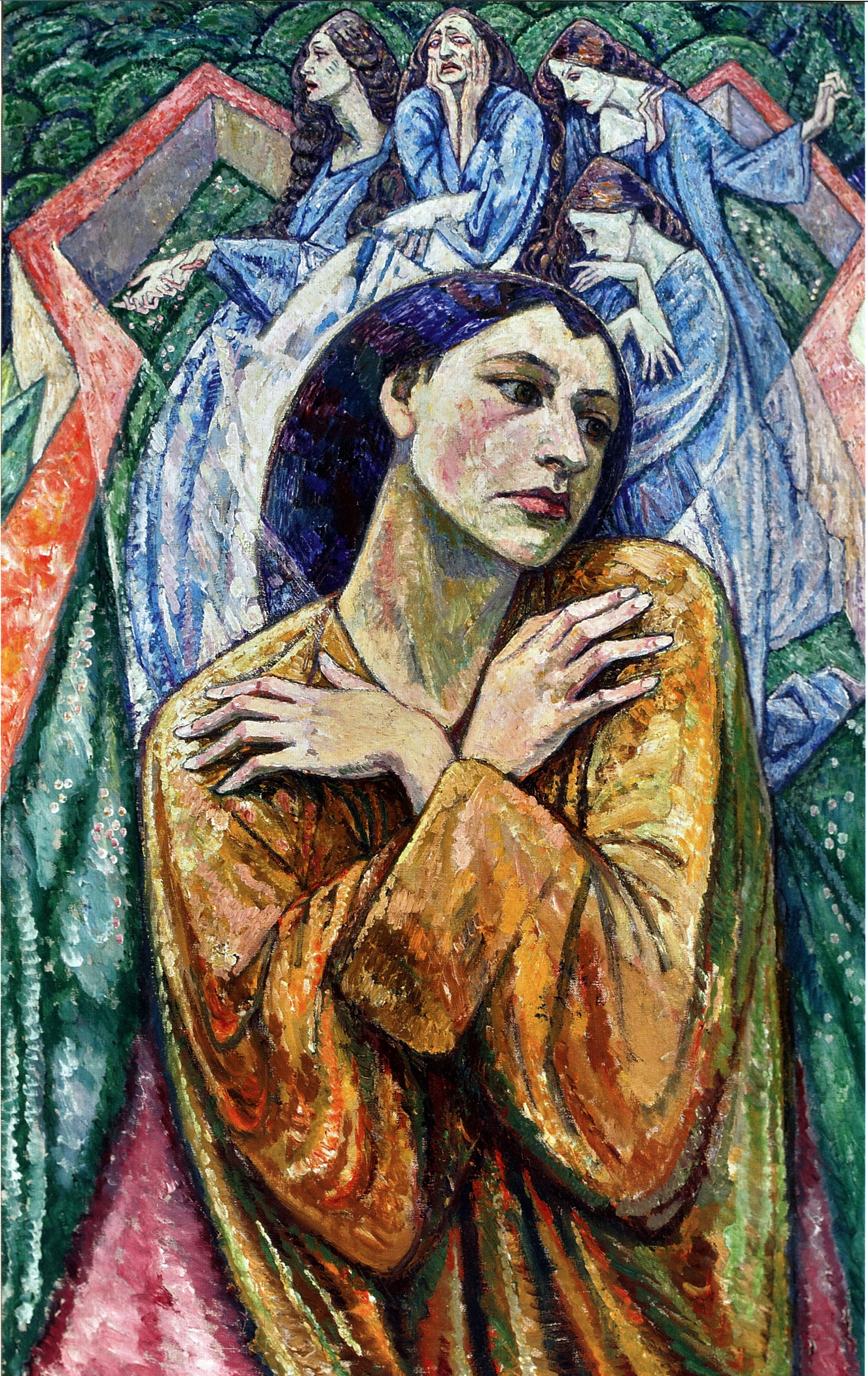
La Souffrance des femmes pendant la guerre (1918)

Il s'engage volontairement lorsqu'éclate la Première Guerre mondiale et devient officier de liaison dans les Carpathes. En 1917, il s'engage dans un pacifisme radical en contradiction totale avec la politique de Guillaume II. Le style de sa peinture et de ses gravures se transforme complètement en prenant des accents expressionnistes. Il se rapproche de révolutionnaires socialistes allemands et de prisonniers étrangers devenus travailleurs forcés en Allemagne. La révolution d'Octobre en Russie est discutée avec fougue dans le cercle de ses amis. Il s'intéresse à l'œuvre de Proudhon. En janvier 1918, il écrit une lettre ouverte au Kaiser en faveur de la paix, avec un fond de christianisme primitif. Il est relâché du front pour passer soixante-trois jours dans une maison psychiatrique à Brême, puis part se reposer à Barkenhoff en avril 1918.
La révolution de novembre le trouve du côté du Conseil ouvrier. En février 1919, l'utopie d'une république soviétique de Brême se brise, et Vogeler doit se cacher. Mais il passe plusieurs semaines en prison avant de retourner à Barkenhoff courant mars.
C'est avec Marie Griesbach, dite « Marie La Rouge », avec qui il a entamé une liaison, qu'il fonde - suivi de quelques amis - une communauté et une école ouvrière à Barkenhoff à l'été 1919, comme modèle d'une nouvelle société. Il transforme le jardin paysager en vaste potager, ouvre un petit atelier métallurgique pour financer sa communauté ouvrière. En 1920, Martha Vogeler quitte Barkenhoff avec ses trois filles et son ami Ludwig Bäumer pour une chaumière de Worpswede, appelée Haus im Schluh (aujourd'hui musée). Les enfants sont élevés selon de nouveaux principes utopistes socialistes.

### Premier voyage en Union soviétique
Entre 1920 et 1926, Vogeler se tourne vers une peinture réaliste chantant la condition ouvrière et paysanne dont il couvre de fresques les murs de Barkenhoff avec l'aide de sa fille aînée. Il entreprend son premier voyage en Russie soviétique en 1923 avec Sonja Marchlewska (1898-1983), fille d'un communiste polonais, Julian Marchlewski, ami de Rosa Luxemburg.

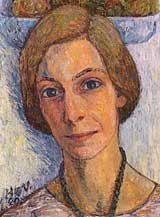
Portrait de Sonja Marchlewska (1922)

 Il demeure à Moscou, jusqu'en septembre 1924 et donne des cours à l'université. Ses tableaux de cette époque s'intitulent La Métropole rouge, La Naissance de l'homme nouveau, etc. et témoignent d'une nouvelle recherche formelle. Son fils Jan naît à Moscou, le 9 octobre 1923, de sa liaison avec Sonja.

### Orphelinat de Barkenhoff, Fontana Martina

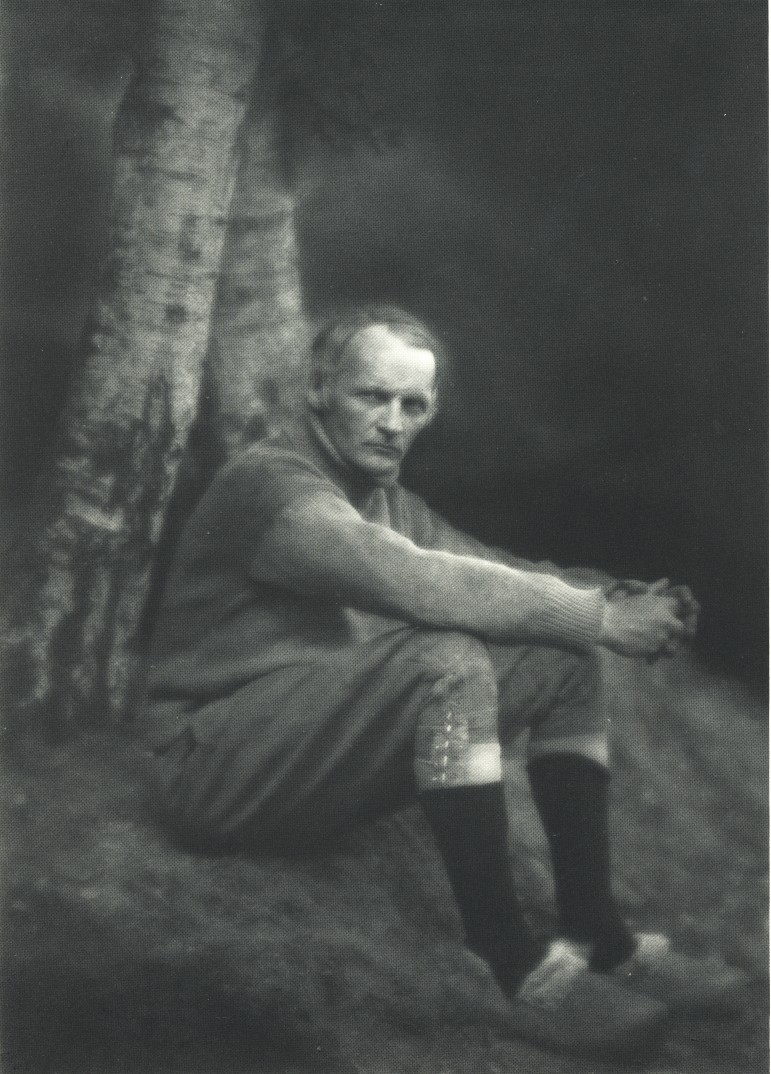
Vogeler vers 1924

La communauté et son école affrontent en 1924 la crise économique qui frappe de plein fouet l'Allemagne. Barkenhoff est transformée en foyer du Secours rouge international (SRI), organisation d'entraide du Parti communiste d'Allemagne dont Marchlewski s'occupe. La maison et ses terres sont vendues pour 50 000 euros actuels (15 000 marks d'or) au SRI, tout en lui permettant d'y demeurer en tant que gérant de l'orphelinat qui y est ouvert. Vogeler adhère au Parti communiste d'Allemagne à la fin de l'été 1925. L'orphelinat qui est installé à Barkenhoff doit fermer en 1932.

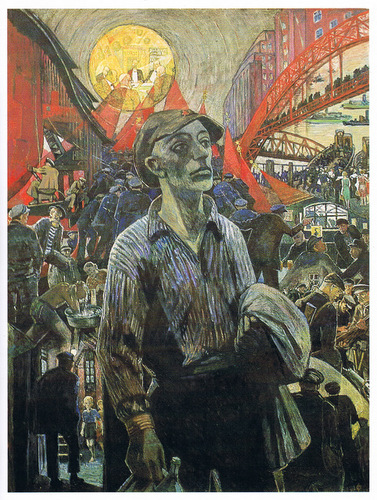
Le Docker de Hambourg (1928)

En juin 1925, Vogeler retourne en URSS pour le compte du SRI. Il se rend notamment en Carélie pour se documenter sur les constructions et en novembre 1925, il est de retour à Moscou, pour le congrès du Secours rouge international. Le divorce avec Martha est officiellement prononcé et il peut épouser Sonja en 1926.
Il fait la connaissance du muraliste mexicain Diego Rivera, futur époux de Frida Kahlo, à cette époque et il vient lui rendre visite à Barkenhoff en 1927. Il est en effet question de détruire les fresques que Vogeler a peintes à Barkenhoff et un comité de soutien se forme pour empêcher leur destruction. Elles seront finalement détruites en 1938. Les nombreux voyages pour le SRI lui laissent peu de temps pour sa peinture et sa famille. Il fonde avec d'autres artistes locaux (dont Bernhard Hoetger et certains de ses anciens amis du début du siècle) une galerie pour vendre ses tableaux à Worpswede.
En mai 1927, Vogeler s'installe dans un appartement de la toute nouvelle Hufeisensiedlung, construite à Berlin-Britz par Bruno Taut et Martin Wagner. C'est un projet d'appartements socialistes dans un grand complexe en forme de cercle (inscrit depuis 2008 au patrimoine mondial de l'Unesco). D'octobre 1927 à 1929, il travaille au bureau d'architecture Die Kugel. La thématique de ses toiles tourne autour du monde ouvrier et ne plaît pas à la bourgeoisie, déjà frappée par la crise des années 1920 en Allemagne (antérieure à la crise mondiale des années 1930).
Sonja commence une liaison avec l'artiste autodidacte Carl Meffert et Vogeler prend pour maîtresse une collègue de bureau, Ursula Dehmel. À l'hiver 1928, il se rend avec le petit Jan à Ronco au Tessin, où son ami, le communiste suisse Fritz Jordi, a fondé une communauté sur le modèle de Barkenhoff, du nom de Fontana Martina. En janvier 1929, le Parti communiste d'Allemagne expulse Vogeler qui a pris parti pour l'opposition du KPD. Il est expulsé du comité central du Secours rouge international en octobre 1929. Entre octobre 1931 et novembre 1932, il fait paraître à Ronco, avec l'aide de Jordi, le bimensuel Fontana Martina.

### Émigration en URSS

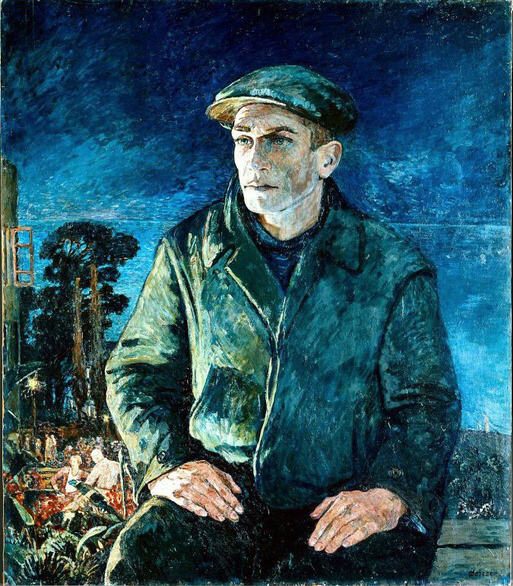
Stakhanoviste allemand en congé à la station balnéaire de Sotchi (1936), Berlin, Staatliche Museen zu Berlin - Preußischer Kulturbesitz, Nationalgalerie, Inv.-Nr. A III 279.

Son dernier voyage en URSS en 1931 a convaincu Vogeler de participer à un comité pour la normalisation de la construction. En 1932, il est à la tête du département de Propagande de Tachkent qui s'occupe de faire de la propagande à propos de l'augmentation des rendements des semences. Il dessine et fait des esquisses sur la vie des kolkhoziens et des ouvriers de l'Ouzbékistan soviétique et notamment sur les grands travaux des champs de coton. Il lui est évidemment impossible de retourner en Allemagne lorsque Hitler est élu en janvier 1933. Il se retrouve donc en URSS, comme d'autres intellectuels allemands communistes, tels qu'Erwin Piscator, Clara Zetkin (qui meurt en juin 1933) ou Wilhelm Pieck. Il peint en 1934 un tableau intitulé Le Troisième Reich, où l'on voit la tête d'Hitler, hurlant comme un fou avec les yeux en forme de croix gammées, sur une ville imaginaire dont les habitants sont en proie aux exactions de l'État. La même année, il fait un voyage en Carélie et dans la péninsule de Kola pour dessiner les scieries et les travaux de construction.
En 1935, il expose avec d'autres artistes à une exposition du Secours rouge international. Il y présente des travaux de propagande contre le régime hitlérien. La répression stalinienne bat alors son plein. En tant que gendre de Marchlewski, il n'est pas inquiété, mais plusieurs de ses amis disparaissent. Il adopte une attitude loyaliste et demande à être réintégré au parti communiste, au moins au PCUS, mais cela lui est refusé. Il commence alors à douter du bien-fondé de la révolution mondiale marxiste et de son « monde meilleur ». Il détruit des œuvres qui pourraient être jugées comme « trop bourgeoises », ce qui serait dangereux pour lui, et se cantonne à un style réaliste à la gloire des ouvriers de moins en moins personnel.
Le divorce avec Sonja est prononcé en mars 1941 (l'URSS est encore épargnée par la guerre à cause du pacte secret Molotov-Ribbentrop). Vogeler écrit des articles contre le Troisième Reich. Le 26 mai, Wilhem Pieck expose à Moscou ses tableaux depuis 1936 fidèles à l'esprit du régime communiste soviétique. Vogeler aurait voulu exposer ses tableaux, mais il ne peut pas.

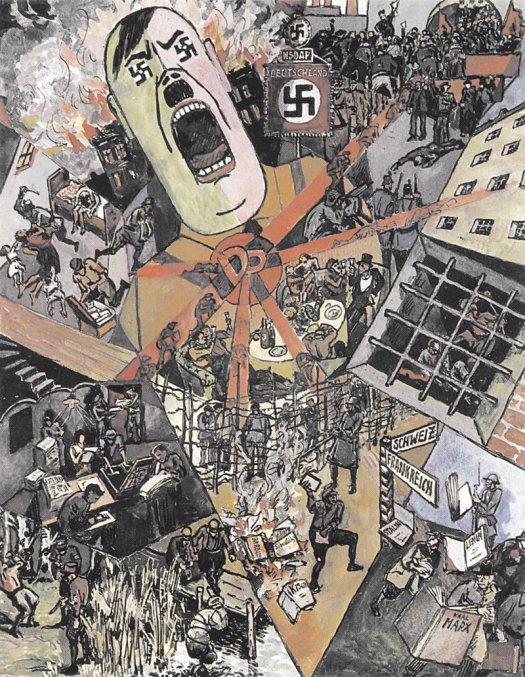
Le Troisième Reich (1934)
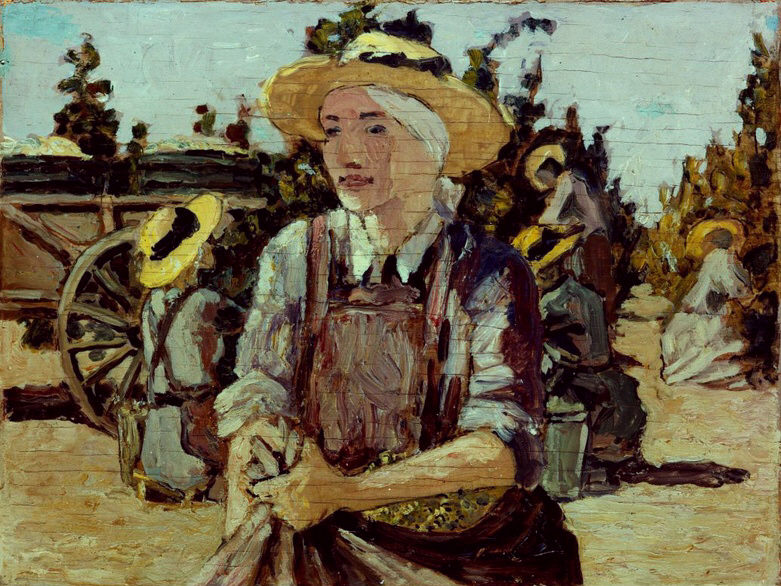
Kolkhozienne du vignoble du kolkhoze Karl-Marx (1939)
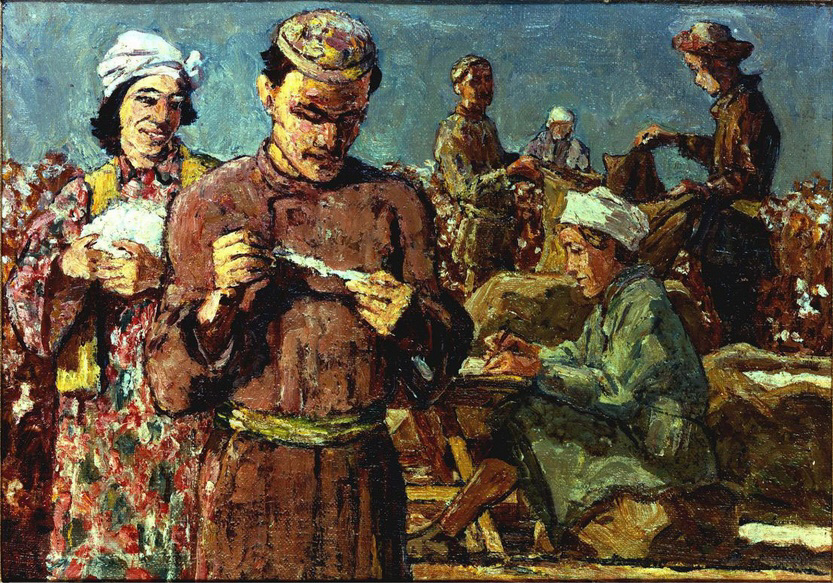
Kolkhoziens ouzbeks des champs de coton (1940)

### Mort
Après l'invasion de l'URSS par l'armée allemande, Vogeler est exilé comme des centaines de milliers d'autres personnes d'origine allemande (Allemands de la Volga, Allemands de la mer Noire, etc.) vers le Kazakhstan soviétique. Son tour arrive en septembre 1941. Son ex-épouse Sonja et son fils Jan, faisant montre de leur origine polonaise ne sont pas déportés. Jan est enrôlé dans l'Armée rouge. Après un long voyage difficile en train, Vogeler arrive au kolkhoze du Premier Mai dans le district de Vorochilov (appartenant au territoire de l'immense oblast de Karaganda) où il fait partie des ouvriers forcés à travailler à la construction d'un barrage. Il n'a pas de moyen de subsistance et doit demander à ses amis de partager leur maigre pitance. Son ami, l'écrivain Erich Weinert (1890-1953), lui règle ses dettes.
À bout de forces, souffrant sans doute d'un cancer, Vogeler meurt le 14 juin 1942 à l'infirmerie du kolkhoze Boudionny, près du village de Korneïevka. Le lieu de son inhumation est inconnu.
En 1952, dix ans après sa mort, Erich Weinert fait paraître les Souvenirs de Vogeler qu'il avait commencés à Moscou.

## Quelques œuvres

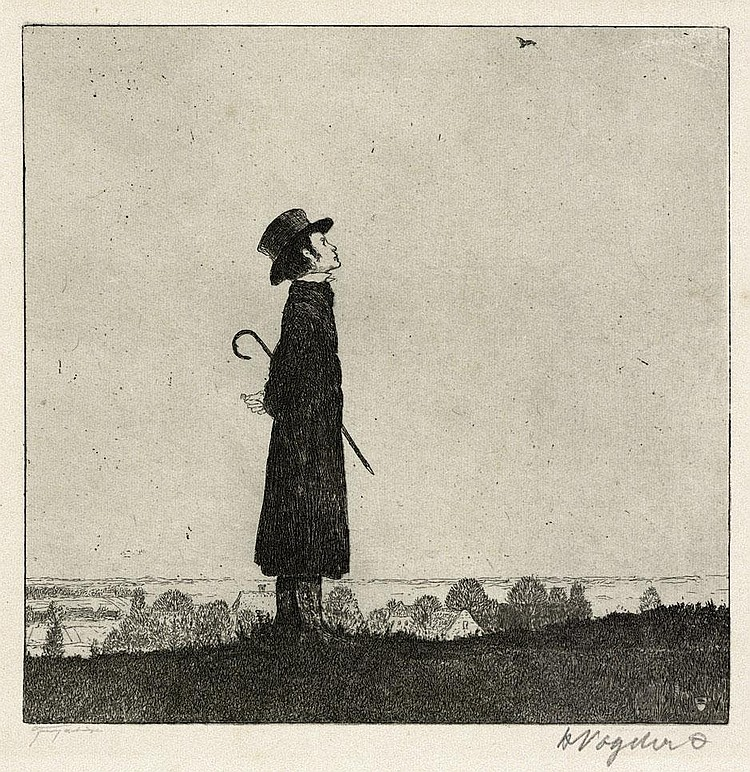
Die Lerche (1899), eau-forte, éditée par Otto Felsing à Berlin.

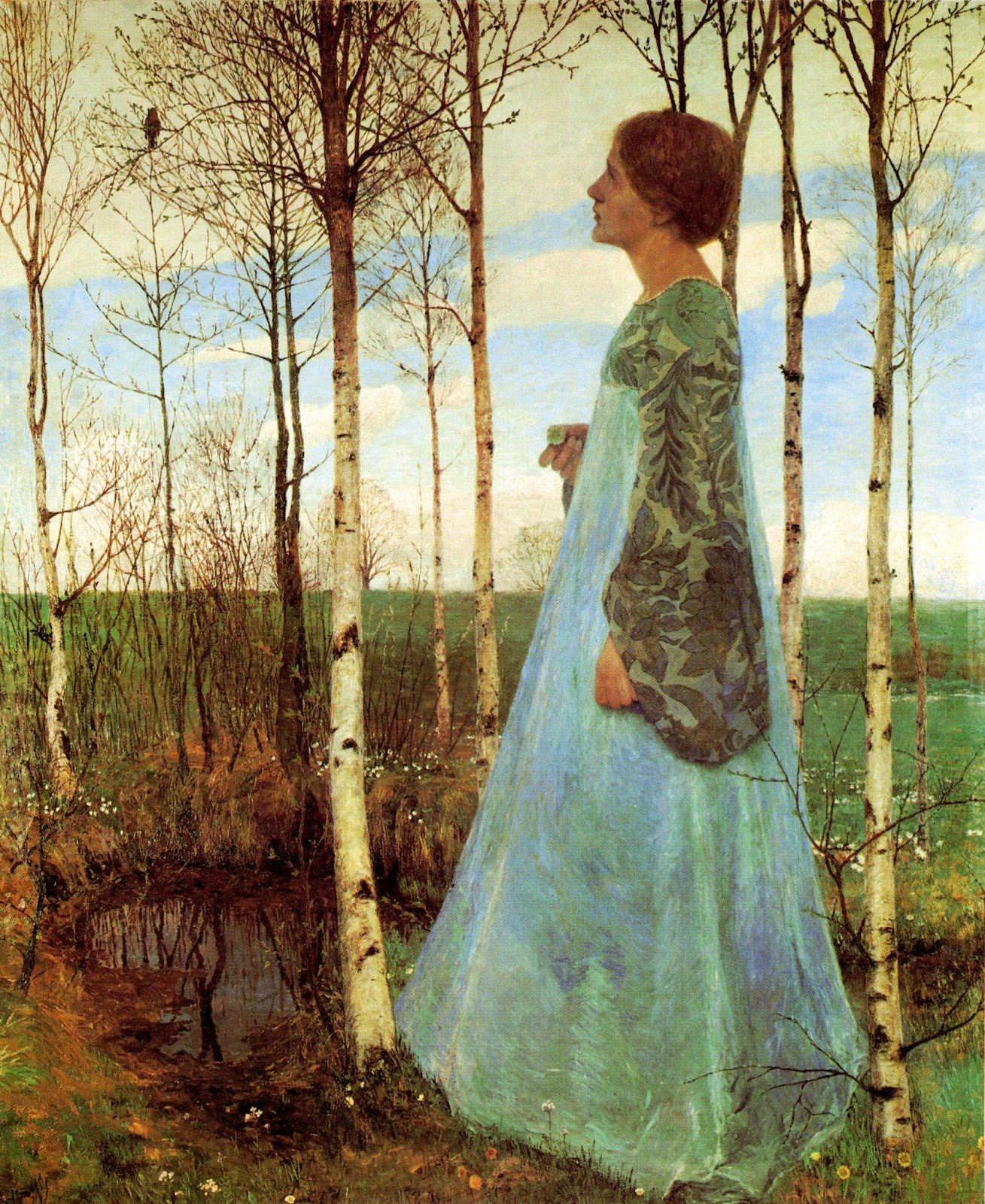
Conte d'hiver ou les Rois mages (1897), huile sur toile, 180 x 140 cm, musée Große Kunstschau de Worpswede
- Le Printemps (1897), huile sur toile, 175 x 150 cm, Worpswede, Haus im Schluh
- Rhododendron blanc en fleurs (1899), dessin aquarellé
- Soleil de fin d'après-midi dans la lande (vers 1903), huile sur toile
- Barkenhoff (1904), huile sur toile, 45,5 x 60,5 cm, collection privée
- Le Concert ou Soir d'été (1905)
- Petite Fille au chat (1914), huile sur toile
- La Souffrance des femmes pendant la guerre (1918), huile sur toile
- Portrait de Sonja Marchlewska (1922)
- Le Docker de Hambourg (1928), huile sur toile
- Le Troisième Reich (1934)
- Kandalakcha (1934), aquarelle
- Stakhanoviste allemand en congé à la station balnéaire de Sotchi (1936), huile sur toile, Berlin
- Kolkhozienne du vignoble du kolkhoze Karl-Marx (1939)
- Kolkhoziens ouzbeks dans des champs de coton (1940)

## Notes et références

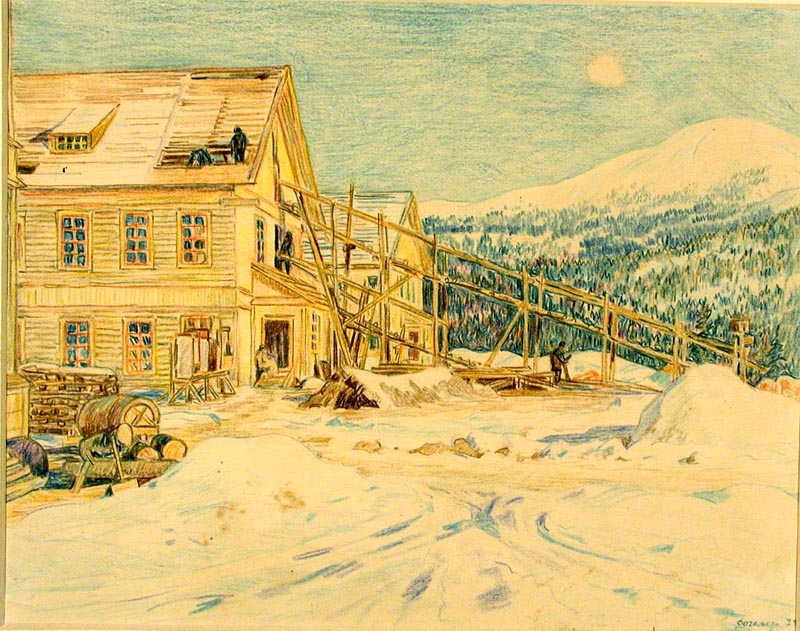
Kandalakcha (1934), aquarelle, musée régional de Carélie

## Source
- (de) Cet article est partiellement ou en totalité issu de l’article de Wikipédia en allemand intitulé « Heinrich Vogeler » (voir la liste des auteurs).